# はたかぜ (護衛艦)
はたかぜ（ローマ字：JS Hatakaze, DDG-171→TV-3520）は、海上自衛隊が運用していたミサイル護衛艦及び練習艦。はたかぜ型護衛艦の1番艦。艦名は「旗にあたってはためかせる風」に由来し、この名を受け継ぐ日本の艦艇としては旧海軍の神風型駆逐艦「旗風」、あさかぜ型護衛艦「はたかぜ」（DD-182）に続き日本の艦艇としては3代目。
本記事は、本艦の艦暦について主に取り扱っているため、性能や装備等の概要についてははたかぜ型護衛艦を参照されたい。

## 艦歴

### 護衛艦時代
「はたかぜ」は、中期業務見積りに基づく昭和56年度計画4,500トン型護衛艦2311号艦として、三菱重工業長崎造船所で1983年5月20日に起工され、1984年11月9日に進水、1985年8月2日に公試開始、1986年3月27日に就役し、第1護衛隊群第61護衛隊に編入され横須賀に配備された。
1986年8月11日から12月8日の間、ターター装置装備認定試験（SQT）のため、米国に派遣。
1987年6月6日から8月21日の間、護衛艦「しらね」、「はつゆき」とともに米国派遣訓練に参加。
1988年7月22日からの3日間、伊豆大島沖展示訓練に護衛艦「くらま」、「たかつき」、「きくづき」、「はまゆき」、「まつゆき」、「むらくも」、「ちとせ」、潜水艦「なだしお」、「せとしお」とともに参加した。訓練終了後、「なだしお」が横須賀基地へ帰投中に漁船との衝突事故を起こす。（なだしお事件）
1991年2月27日から3月4日、東京に寄港したフランス海軍カサール級駆逐艦「ジャン・バール」、通報艦「コマンダン・ビロ」に対しホストシップとして交歓した。11月14日には、本艦でロケ撮影が行われた『世にも奇妙な物語』「無人艦隊」が放送された。
1994年5月31日、護衛艦「くらま」、「こんごう」、「あさぎり」、「ゆうぎり」、「あまぎり」、「はまぎり」、「さわぎり」、補給艦「ときわ」、潜水艦「たけしお」とともに横須賀基地を出港し、6月23日から7月6日までハワイ周辺海域で実施された環太平洋合同演習 (RIMPAC) に参加した。
2008年3月26日、護衛隊改編により第4護衛隊群第4護衛隊に編入。
2012年6月9日、日印国交60周年の記念も兼ねて訪日中のインド海軍艦隊と相模湾にて護衛艦「おおなみ」と共に共同訓練「JIMEX 12」を実施した。
2014年8月11日から9月30日の間、オーストラリアのダーウィン周辺海域で実施されるオーストラリア海軍主催の多国間海上共同訓練「カカドゥ14」に参加。ダーウィン寄港時には日豪共同慰霊式を行う。ここでの北部準州豪日協会」（AJANT）との交流がきっかけとなり、オーストラリア北部沖で撃沈された伊号第百二十四潜水艦の船体周囲の砂が遺族に送られることになった（詳細は伊号第百二十四潜水艦の項を参照）。
2014年10月24日、編成替えにより第1護衛隊群第1護衛隊に編入された。
2018年5月19日・5月20日、東京湾において実施される海上保安制度創設70周年記念観閲式及び総合訓練に参加する。
2019年5月13日未明から翌日午前にかけて、東シナ海の公海上（上海の南約400kmの沖合）で北朝鮮船籍のタンカー「AN SAN 1（アンサン1）号」（IMO番号：7303803）と船籍不明の小型船舶2隻が、合計6回に渡り国連安保理決議で禁止されている「瀬取り」とみられる作業を行っていたことを確認した。
なお「AN SAN 1号」は、2018年3月に国連安保理北朝鮮制裁委員会から資産凍結・入港禁止の対象に指定された船舶であり、2018年6月29日に瀬取り行為を行っているのを海上自衛隊第14護衛隊所属の護衛艦「せんだい」が、同じく2019年1月18日午後に瀬取り行為を行っているのを海上自衛隊第1海上補給隊所属の補給艦「おうみ」が現認している。

### 練習艦時代
2020年3月19日、後継艦であるまや型護衛艦1番艦「まや」の就役により練習艦に種別変更された。艦番号が「3520」に変更となったほか、通信アンテナを一部撤去、司令部区画や実習員用海図区画の設置などの改装を行った。護衛艦時代には女性乗員は配置されていなかったが、5インチ砲速射砲前部の第2甲板にある乗員区画を女性専用区画として整備した。後部の5インチ砲速射砲を撤去し講堂建屋を設置する予定であったが予算の関係で見送りになり艦橋下部の第2甲板士官室を半分に区切って実習員用講堂として転用するに留まった。また第2甲板船体中部の乗員区画の1つを実習生用居住区とした。さらに艦番号や艦名を薄い灰色に、煙突やマストの黒色塗装を灰色に塗装するロービジ塗装が施された。練習艦隊第1練習隊に編入され、5月29日に呉に転籍した。
2021年2月9日から3月16日にかけて、護衛艦「ゆうぎり」及び練習艦「せとゆき」とともに第54期一般幹部候補生課程（部内課程）学生の外洋練習航海に参加する。その参加途中の2月28日にはグアム周辺海空域において米海軍空母「セオドア・ルーズベルト」、巡洋艦「バンカー・ヒル」と共同訓練を実施した。
2022年2月8日から3月19日にかけて、護衛艦「いなづま」とともに第55期一般幹部候補生課程（部内課程）学生の外洋練習航海に参加する。その参加途中の2月16日及び17日には沖縄東方海空域において米海軍空母「エイブラハム・リンカーン」、巡洋艦「モービル・ベイ」、駆逐艦「スプルーアンス」と共同訓練を実施した。2月26日、ダナン沖においてベトナム海軍TT-400TP型哨戒艇「HQ-277」と日越親善訓練を実施した。3月6日には、パラオ周辺においてパラオ共和国海上保安局巡視船「ケダム」と日パラオ親善訓練を実施した。2023年には、はたかぜは昭和61年3月27日の就役から艦齢37年となり、護衛艦として最長老艦となっていた。2022年夏以降は新来島サノヤス造船水島製造所で整備を受けた。
2023年3月11日から練習艦かしまとともに第73期一般幹部候補生課程の卒業生を乗せ令和5年近海練習航海に参加。同日江田島を出港し、大阪、屋久島、佐世保、宮古島、石垣島、沖縄、鹿児島、大湊、小樽、舞鶴、呉、三机を経由し、5月10日に横須賀に入港した。同年5月25日から、令和5年度遠洋練習航海に参加。第73期一般幹部候補生課程修了者約160名（うち女性約20名）を含む約560名がかしまとはたかぜに分乗して横須賀を出港し、アメリカ合衆国（ダッチハーバー、サンディエゴ、パールハーバー）、 カナダ（ヴィクトリア）、メキシコ合衆国（マンサニージョ）、ペルー共和国（カヤオ）、チリ共和国（バルパライソ）、アルゼンチン共和国（ブエノスアイレス）、 ブラジル連邦共和国（リオデジャネイロ、レシフェ）、コロンビア共和国（カルタヘナ）を訪問し、パナマ運河を経由して、再びハワイに寄港し、10月20日に横須賀に入港した。母港呉には10月23日に帰港した。その後新来島サノヤス造船水島製造所で整備を受ける。
2024年近海練習航海には部分的に参加し、2024年4月10日に近海練習航海の途中立ち寄った海上自衛隊大湊基地において特別公開を実施した。5月、呉地方隊創設70周年記念として呉基地において4日間の一般公開が実施された。8月3日、広島の宇品外貿埠頭にて事前エントリーした応募者に対して一般公開、8月4日に広島湾で体験航海を実施した。
同年11月6日、紀伊半島沖において韓国海軍揚陸艦「マラド」、揚陸艦「チョンジャボン」、補給艦「デチョン」と日韓親善訓練を実施した。訓練項目は戦術運動及び通信訓練。なお、11月7日に韓国海軍艦艇とともに横須賀に寄港した。
2025年3月17日、除籍となり呉基地で自衛艦旗返納行事が行われた。

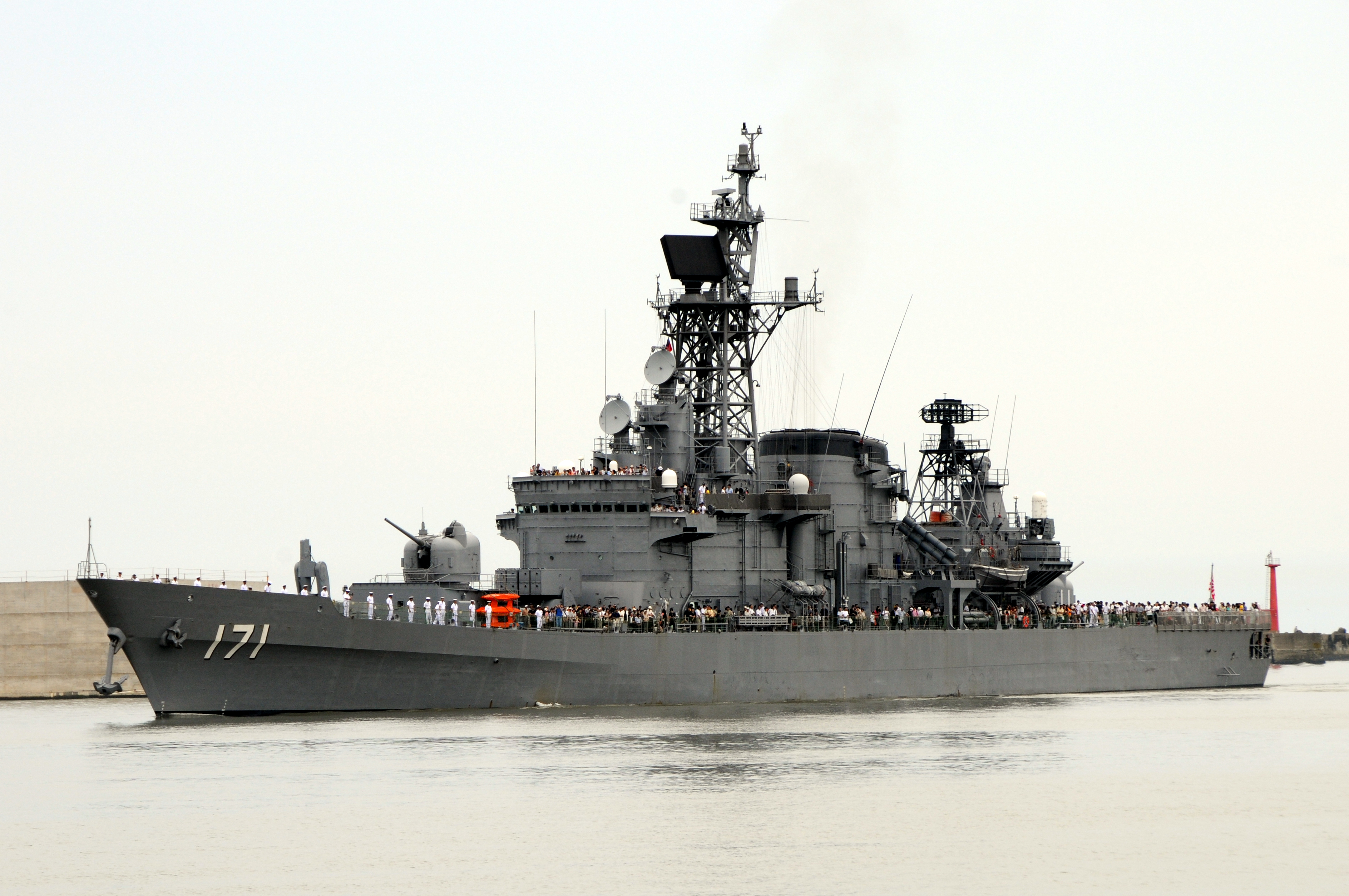
護衛艦時代の「はたかぜ」秋田港にて

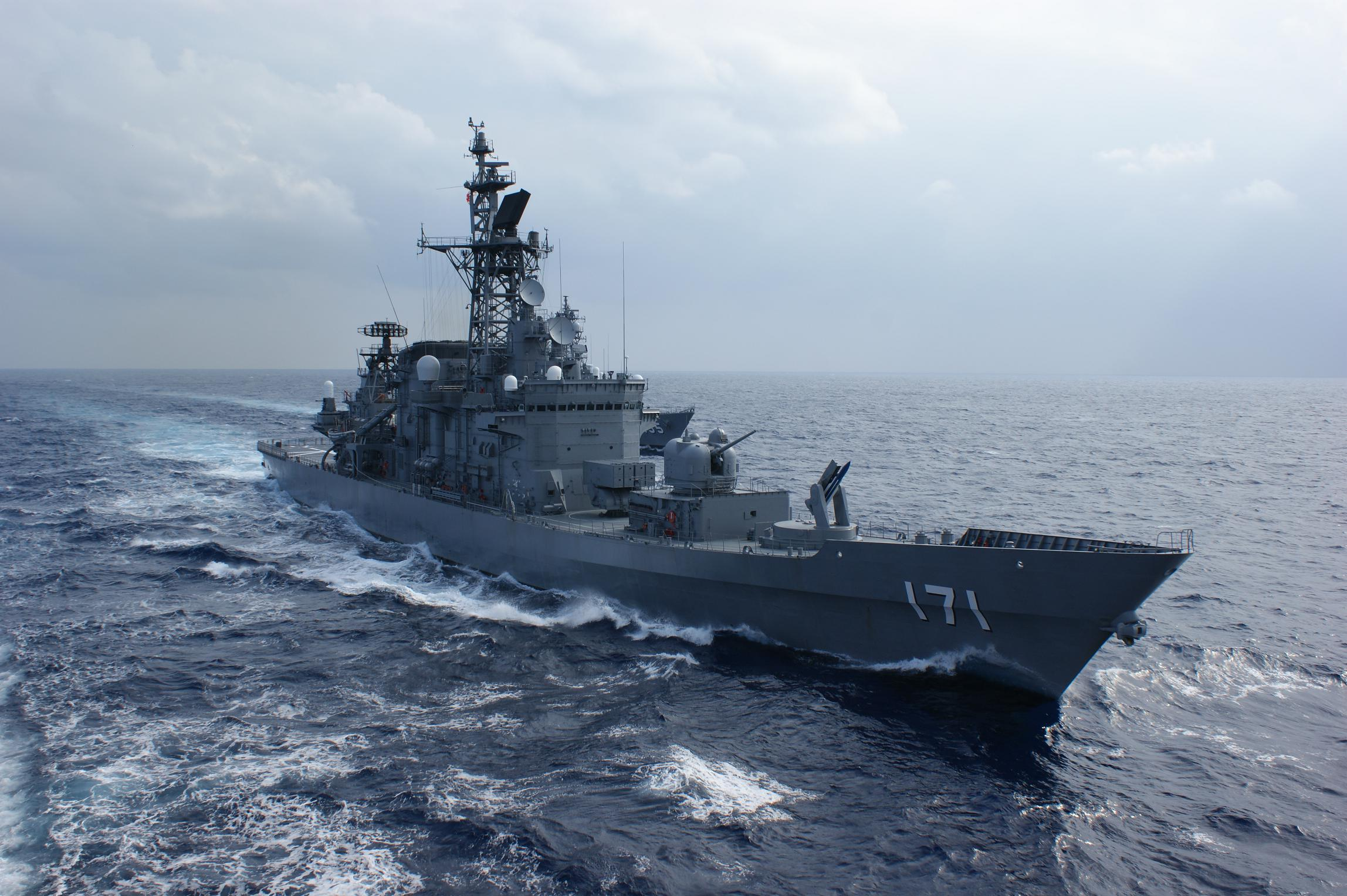
航行中の「はたかぜ」

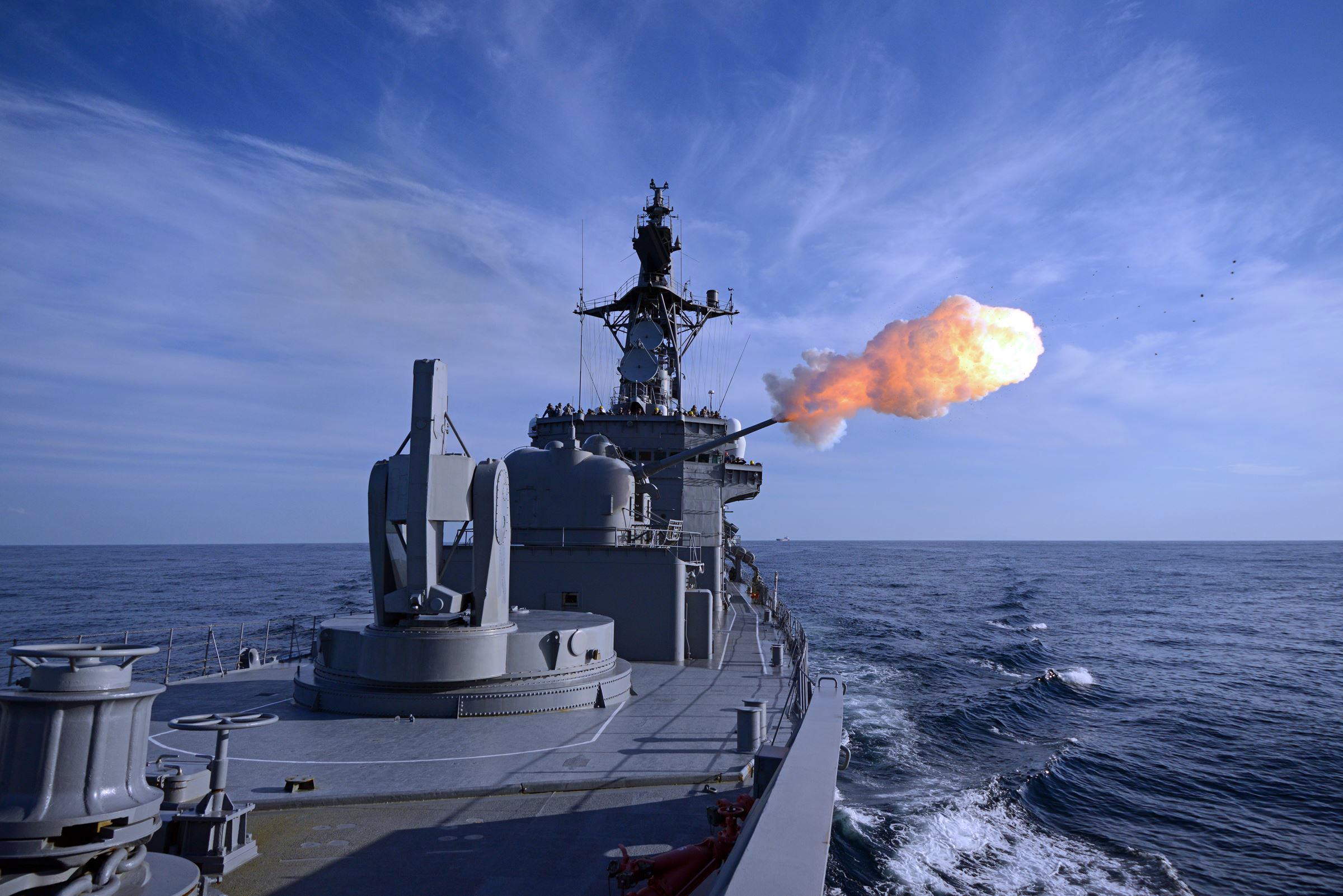
73式54口径5インチ単装速射砲による射撃

### 歴代艦長
| 代 | 氏名       | 在任期間                | 出身校・期            | 前職                                          | 後職                                                                           | 備考                 |
| -- | ---------- | ----------------------- | --------------------- | --------------------------------------------- | ------------------------------------------------------------------------------ | -------------------- |
| 01 | 野末博行   | 1986.3.27 - 1987.9.29   | 防大8期               | はたかぜ艤装員長                              | 海上自衛隊幹部候補生学校教官                                                   | 1等海佐              |
| 02 | 瀬川紘一郎 | 1987.9.30 - 1988.12.14  | 防大10期              | 第1護衛隊群司令部付                           | 練習艦隊司令部幕僚                                                             | 1等海佐              |
| 03 | 竹島信博   | 1988.12.15 - 1989.12.14 | 防大12期              | しらゆき艦長                                  | プログラム業務隊副長                                                           | 1等海佐              |
| 04 | 加治 節    | 1989.12.15 - 1991.3.19  | 防大10期              | 海上幕僚監部調査部調査第1課                   | 海上自衛隊幹部学校付                                                           | 1990.7.1 1等海佐昇任 |
| 05 | 伊藤元弘   | 1991.3.20 - 1992.3.22   | 防大11期              | 横須賀地方総監部防衛部 第3幕僚室長            | プログラム業務隊副長                                                           | 1991.7.1 1等海佐昇任 |
| 06 | 山村洋行   | 1992.3.23 - 1993.6.30   | 防大13期              | 大湊地方総監部防衛部 第3幕僚室長              | はるな艦長                                                                     |                      |
| 07 | 加藤正治   | 1993.7.1 - 1995.3.31    |                       | 運用開発隊開発第2科長                         | しらね艦長                                                                     | 1995.1.1 1等海佐昇任 |
| 08 | 武智公司   | 1995.4.1 - 1996.8.19    | 防大15期              | 佐世保地方総監部防衛部 第3幕僚室長            | 第1海上訓練指導隊付 →1996.9.30 かしま艦長                                      | 1996.7.1 1等海佐昇任 |
| 09 | 小山秀雄   | 1996.8.20 - 1997.9.9    | 防大16期              | 第3護衛隊群司令部幕僚                         | 統合幕僚学校教官                                                               | 1等海佐              |
| 10 | 中田高芳   | 1997.9.10 - 1999.3.31   | 防大18期              | はまぎり艦長                                  | 統合幕僚学校教官                                                               | 1等海佐              |
| 11 | 江見雅博   | 1999.4.1 - 2001.4.1     | 神戸商船大・ 28期幹候 | 海上自衛隊幹部学校教官                        | とわだ艦長                                                                     | 1等海佐              |
| 12 | 村田隆齊   | 2001.4.2 - 2002.5.19    | 防大21期              | 護衛艦隊司令部幕僚                            | みょうこう艦長                                                                 | 1等海佐              |
| 13 | 林 宏之    | 2002.5.20 - 2003.8.19   | 防大21期              | 横須賀地方総監部管理部人事課長                | 自衛艦隊司令部                                                                 | 1等海佐              |
| 14 | 佐々木俊也 | 2003.8.20 - 2005.9.29   | 防大23期              | 指揮通信開発隊副長                            | かしま艦長                                                                     | 1等海佐              |
| 15 | 椋木泰樹   | 2005.9.30 - 2006.12.5   | 防大24期              | 情報本部                                      | ひえい艦長                                                                     | 1等海佐              |
| 16 | 地藏謙介   | 2006.12.6 - 2008.6.30   | 防大22期              | 横須賀地方総監部管理部 援護業務課長           | 横須賀基地業務隊付                                                             |                      |
| 17 | 千代野正   | 2008.7.1 - 2010.3.7     | 防大24期              | 大湊海上訓練指導隊副長                        | 佐世保海上訓練指導隊副長                                                       |                      |
| 18 | 宮﨑 守    | 2010.3.8 - 2011.4.14    |                       | 海上幕僚監部副監察官                          |                                                                                |                      |
| 19 | 関川秀樹   | 2011.4.15 - 2012.12.3   | 防大29期              | 横須賀地方総監部管理部総務課長                | 海上自衛隊幹部候補生学校 主任教官                                              | 2012.7.1 1等海佐昇任 |
| 20 | 鈴木雅博   | 2012.12.4 - 2013.1.29   | 防大29期              | いかづち艦長                                  | 呉基地業務隊補充部付                                                           |                      |
| 21 | 栗山俊文   | 2013.1.30 - 2014.2.23   | 防大30期              | 呉海上訓練指導隊副長 兼 指導部長              | 護衛艦隊司令部                                                                 |                      |
| 22 | 梅崎時彦   | 2014.2.24 - 2015.3.29   | 防大29期              | 護衛艦隊司令部付                              | 大湊海上訓練指導隊司令                                                         | 1等海佐              |
| 23 | 下野善彦   | 2015.3.30 - 2016.8.28   | 関西大・ 37期幹候     | 護衛艦隊司令部幕僚                            | 統合幕僚監部防衛計画部計画課                                                   | 2015.7.1 1等海佐昇任 |
| 24 | 池田正人   | 2016.8.29 - 2017.7.27   | 防大34期              | 護衛艦隊司令部付                              | 海上自衛隊第1術科学校主任教官 兼 研究部員                                      |                      |
| 25 | 川岸裕嗣   | 2017.7.28 - 2018.11.1   | 防大36期              | 呉地方総監部防衛部 第3幕僚室長 兼 第5幕僚室長 | 統合幕僚監部指揮通信システム部 指揮通信システム運用課 指揮通信システム運用班長 | 1等海佐              |
| 26 | 成田直人   | 2018.11.2 - 2019.11.6   |                       | はまぎり艦長                                  |                                                                                |                      |
| 27 | 秋元則仁   | 2019.11.7 - 2021.5.20   | 防大36期              | 護衛艦隊司令部勤務                            | 横須賀海上訓練指導隊副長 兼 指導部長                                           |                      |
| 28 | 大濵英樹   | 2021.5.21 - 2022.12.1   |                       | 海上自衛隊第1術科学校教官 兼 研究部員         | 練習艦隊司令部                                                                 |                      |
| 29 | 池崎裕之   | 2022.12.2 - 2023.8.20   |                       | 護衛艦隊司令部幕僚 兼 自衛艦隊司令部          |                                                                                |                      |
| 30 | 小山内徹哉 | 2023.8.21 - 2025.3.17   |                       | くろべ艦長                                    |                                                                                |                      |